# Bolivaroscelis bolivari
Bolivaroscelis bolivari är en bönsyrseart som beskrevs av Giglio-tos 1913. Bolivaroscelis bolivari ingår i släktet Bolivaroscelis och familjen Amorphoscelidae. Inga underarter finns listade i Catalogue of Life.